# Diatomyidae
A Diatomyidae az emlősök (Mammalia) osztályába és a rágcsálók (Rodentia) rendjébe tartozó család.

## Tudnivalók
A Diatomyidae családot 2004-ig fosszílis családnak tekintették, mivel fajait csak kövületekből ismerték. De 2004-ben Jenkins et al. Laosz területén felfedezett egy élő fajt, a laoszi sziklapatkányt (Laonastes aenigmamus). 2006-ban Dawson et al. leírta a fajt Lázár-taxonként, mivel e faj között és a kihalt rokonai között legalább 11 millió éves rés van.

## Rendszerezés
A családba 6 nem és 11 faj tartozik, ezekből csak 1 él még ma is:
- †Diatomys Li, 1974
- †Fallomus Flynn, Jacobs & Umer Cheema, 1986
- Laonastes Jenkins, Kilpatrick, Robinson & Timmins, 2005
  - laoszi sziklapatkány (Laonastes aenigmamus) Jenkins, Kilpatrick, Robinson & Timmins, 2005
- †Marymus Flynn, 2007
  - †Marymus dalanae
- †Pierremus López-Antoñanzas, 2011[1]
- †Willmus Flynn & Morgan, 2005
  - †Willmus maximus Flynn & Morgan, 2005

### Fordítás
- Ez a szócikk részben vagy egészben  a   Diatomyidae című angol Wikipédia-szócikk fordításán alapul.  Az eredeti cikk szerkesztőit annak laptörténete sorolja fel. Ez a jelzés csupán a megfogalmazás eredetét és a szerzői jogokat jelzi, nem szolgál a cikkben szereplő információk forrásmegjelöléseként.